# Saturnino Pulla Jiménez
Saturnino Pulla Jiménez es un profesor, radiodifusor, músico y político peruano. Fue alcalde provincial de Acomayo entre 2003 y 2006 y consejero regional del Cusco entre 2007 y 2010. Asimismo, fue el fundador del conjunto musical Condemayta de Acomayo.
Nació en Acomayo, Perú, el 29 de noviembre de 1946. Durante su juventud trabajó en las cosechas de café en el valle de La Convención y en el pelado de castaña en Madre de Dios. En los años 1970 fue el fundador del conjunto musical Condemayta de Acomayo interpretando la armónica. Paralelamente, en 1969 inicio sus estudios superiores de Educación en la Universidad Nacional de San Antonio Abad del Cusco de la que se graduó en 1977 con el título de profesor, trabajando en su profesión hasta 1993. En 1999 constituye la Radio Inti Raymi EIRL en el distrito de Santiago en la ciudad del Cusco.
Entre los años 2002 y 2005 ocupar el cargo de secretario regional Cusco del Partido Renacimiento Andino. Como candidato de este partido es elegido en el 2002 como alcalde provincial de Acomayo con el 22.252% de los votos. Participó, también por el mismo partido, en las elecciones generales del 2006 como candidato a congresista por Cusco sin obtener la representación. Ese mismo año participó en las elecciones regionales como candidato a consejero regional por el "Movimiento Regional Inka Pachakuteq" obteniendo la representación. Luego de esta función, no volvió a participar en elecciones hasta las municipales del 2018 cuando tentó el cargo de regidor provincial del Cusco sin éxito. Participó en las elecciones parlamentarias del 2020 por el Partido Renacimiento Unido Nacional y obtuvo más votos que muchos de los congresistas electos por el departamento del Cusco sin embargo, debido a la valla electoral, no obtuvo la representación.